# ألكسندر ماكينزي (سياسي)

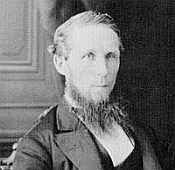
ألكسندر ماكينزي السياسي الكندي

ألكسندر ماكينزي (Alexander Mackenzie)؛ (1822 - 1892)، سياسي كندي شغل منصب رئيس وزراء كندا الثاني خلال الفترة من عام 1873 حتى عام 1878.
ولد ماكينزي في قرية لوغريت بمقاطعة بيرثشاير في إسكتلندا. ترك المدرسة حين كان في سن الثالثة عشر من العمر عقب وفاة والده من أجل إعانة والدته المترملة، وتدرب للعمل كمعماري حجارة. هاجر ماكينزي إلى كندا حين بلغ التاسعة عشر من العمر، واستقر في ما يعرف الآن بأونتاريو. شهدت أعماله في مجال البناء انتعاشًا مما سمح له بمتابعة اهتمامات أخرى مثل توليه لتحرير الصحيفة المؤيدة للإصلاحيين المعروفة باسم لامبتون شيلد. انتُخب ماكينزي عضوًا في الجمعية التشريعية الخاصة بمقاطعة كندا في عام 1862 كأحد مؤيدي جورج براون.
انتُخب ماكينزي في مجلس العموم الكندي المستحدث حديثًا بوصفه عضوًا عن الحزب الليبرالي في عام 1867. وأصبح بعدها زعيمًا للحزب (وبالتالي زعيمًا للمعارضة) في أواسط عام 1873، وخلف جون أ. ماكدونالد بعد بضعة أشهر لاحقة في منصب رئاسة الوزراء، وذلك عقب استقالة ماكدونالد التي جاءت في أعقاب فضيحة المحيط الهادئ. فاز ماكينزي والليبراليون بأغلبية واضحة في انتخابات عام 1874. كان رجلًا ذي شعبية بين عامة الناس نظرًا لخلفيته المتواضعة ونزعاته الديمقراطية الجلية.
استمر ماكينزي ببرنامج بناء الأمة الذي ابتدأه سلفه خلال فترة ولايته رئيسًا للوزراء. كان لحكومته الفضل في تأسيس كل من المحكمة العليا الكندية والكلية العسكرية الملكية الكندية، فضلًا عن استحداثها لمقاطعة كيواتن بهدف تحسين مستوى إدارة الأقاليم الغربية المضافة حديثًا للأراضي الكندية. بيد أن حكومته لم تحقق تقدمًا يذكر في ما يخص خط السكك الحديدية العابر للقارة، وعانت من صعوبة في معالجة التداعيات الناجمة عن ذعر عام 1873. مُنيت حكومته بهزيمة ساحقة في انتخابات عام 1878. ظلّ ماكينزي بعدها زعيمًا للحزب الليبرالي لمدة سنتين لاحقتين، ومن ثم واصل مسيرته عضوًا في البرلمان حتى وفاته جراء إصابته بسكتة.

## بداية انخراطه السياسي
انخرط ماكينزي في السياسة منذ لحظة وصوله إلى كندا تقريبًا. وكافح بشغف من أجل تحقيق المساواة والقضاء على كافة أشكال التمييز الطبقي. أصبح ماكينزي سكرتيرًا لحزب الإصلاح عن دائرة لامبتون في عام 1851. شنّ ماكينزي حملة انتخابية بلا هوادة لصالح صاحب صحيفة ذا غلوب الإصلاحية جورج براون في انتخابات عام 1851، وذلك بعد إقناع الأخير له في الترشح عضوًا عن دائرة كنت/لامبتون، وهو ما ساعد براون في الفوز بأول مقعد له في الجمعية التشريعية. ظلَّ ماكينزي وبراون صديقين مقربين للغاية وزميلي عمل حتى بقية حياتهما. أصبح ماكينزي محررًا لصحيفة إصلاحية أخرى ألا وهي لامبتون شيلد في عام 1852. لعل ماكينزي كان صريحًا بعض الشيء خلال فترة عمله محررًا، وهو ما أدى لرفع الصحيفة دعوى قضائية على المرشح المحافظ في المنطقة بتهمة التشهير. خسرت الصحيفة الدعوى نظرًا لتذرع أحد الشهود الرئيسيين في القضية بحقه في التزام السرية كونه مزاولًا لمنصبه الحكومي، وهكذا اضطرت الصحيفة للإغلاق نتيجة ما واجهته من ضائقة مالية. قابل ماكينزي التماسات حثته على الترشح بعدما رفض أخيه هوب الترشح، ليفوز ألكسندر بمقعده الأول في الجمعية التشريعية كأحد داعمي جورج براون في عام 1861. عُرض على ماكينزي فرصة تولي رئاسة مجلس الائتلاف العظيم ليدخل محل براون الذي كان قد أعلن عن خروجه من الائتلاف في عام 1865 على ضوء خلاف حول مسألة المفاوضات التبادلية مع الولايات المتحدة. بيد أن ماكينزي قابل هذا العرض بالرفض بسبب تشكيكه في دوافع ماكدونالد والتزامًا منه بمبادئه.
غدا ماكينزي عضوًا في مجلس العموم الكندي عن دائرة لامبتون الانتخابية في أونتاريو عام 1867. لم يتواجد آنذاك حزب ليبرالي كندي موحد على المستوى الوطني في البلاد، ولم يبرز زعيم رسمي للحزب نظرًا لعدم فوز براون بمقعده. لم يعتقد ماكينزي بأنه كان أمثل شخص مؤهل لتولي زعامة الحزب، وبالرغم من رفضه للعروض التي قُدمت إليه من أجل توليه هذا المنصب فإنه أضحى رغم ذلك الزعيم الرسمي للمعارضة بحكم الأمر الواقع.

## رئيسًا للوزراء (1873-1878)
دعا الحاكم العام لورد دوفرين ماكينزي الذي اختير زعيمًا للحزب الليبرالي قبل بضعة أشهر إلى تشكيل حكومة جديدة حين سقطت حكومة ماكدونالد على أثر فضيحة المحيط الهادئ عام 1873. شكل ماكينزي حكومة جديدة وطلب من الحاكم العام إعلان إجراء انتخابات في شهر يناير من عام 1874. فاز الليبراليون بأغلبية مقاعد مجلس العموم بعد حصولهم على ما بلغت نسبته 40% من الأصوات الشعبية.
ظل ماكينزي رئيسًا للوزراء حتى انتخابات عام 1878 حين استطاع المحافظون من أتباع ماكدونالد العودة للسلطة مشكلين حكومة أغلبية.

كان من غير المعهود تبوء رجل من أصول متواضعة كأصول ماكينزي لمنصبٍ بهذا الشأن في عصر لم تتاح فيه عمومًا مثل هذه الفرصة إلا لأصحاب الامتيازات. أبدى لورد دوفرين تحفظات في بادئ الأمر إزاء تقلد معماري حجارة لرئاسة الحكومة، ولكنه عدل عن رأيه بعد اجتماعه بماكينزي قائلًا:
«أتوقع بأن ماكينزي رجل نزيه تمامًا وحسن المبادئ والنية، وذلك بصرف النظر عن مدى ضيق فكره وانعدام خبرته.»
— لورد دوفرين
تولى ماكينزي في الوقت ذاته مهام وزير الأشغال العامة وأشرف على إكمال تشييد مباني البرلمان. أضاف ماكينزي خلال تحضيره للمخططات الخاصة بمبنى ويست بلوك درجًا يقود مباشرةً إلى خارج المبنى مما سمح له بالهروب من طالبي المحسوبية ممن كانوا ينتظرونه في قاعة الاستراحة الخاصة به. كره ماكينزي بشدة المحسوبية التي كانت متأصلة في السياسة مثبتًا بذلك صحة الانعكاسات التي أبداها دوفرين حيال شخصيته. ومع ذلك لم يتردد في سعيه للحفاظ على وحدة الحزب الليبرالي وضمان ولاء أعضائه.
رفض ماكينزي عرضًا لتقليده وسام الفروسية ثلاث مرات وذلك ثباتًا منه على مثله الديمقراطية، وبالتالي كان رئيس الوزراء الوحيد الذي لم يقلد وسام الفروسية من بين أول ثمانية رؤساء وزراء كنديين. كذلك رفض أن يعين في المجلس الخاص بالمملكة المتحدة وعليه لا يحمل لقب «معالي جناب». لم يتخلى قط عن فخره في أصوله كأحد أبناء الطبقة العاملة. يحكى في إحدى المرات ذهابه في جولة إلى حصن هنري حين كان رئيسًا للوزراء. استفسر ماكينزي من الجندي الذي رافقه خلال الجولة عما إذا كان يعرف ثخانة الجدار الواقع إلى جانبهما. اعترف المرافق الذي اعتراه الخجل بعدم معرفته ليرد عليه ماكينزي بقوله: «أنا أعرف. إنه خمسة أقدام وعشرة بوصات. أعرف هذا لأنني بنيته بنفسي!»
سعى ألكسندر ماكينزي جاهدًا خلال عهده كرئيس للوزراء إلى إصلاح وتبسيط آلية عمل الحكومة محققًا سجلًا ملفتًا من ناحية إقراره للتشريعات الإصلاحية. إذ يعود إليه الفضل في إدخال الاقتراع السري والإيعاز بإنشاء المحكمة العليا الكندية واستحداث الكلية العسكرية الملكية الكندية في كينغستون عام 1874 وإنشاء مكتب المراجع العام سنة 1874. كذلك أكمل تشييد خط السكك الحديدية العابر للمستعمرات، ولكنه عانى من صعوبة في إحراز تقدم يذكر في إكمال خط السكك الحديدية الوطني بسبب الكساد الاقتصادي الذي أصاب العالم، فضلًا عن اقترابه من الدخول في خلاف مع الحاكم العام اللورد دوفرين حيال قضية التدخل الإمبراطوري. دافع ماكينزي عن حقوق الأمة الكندية وكافح من أجل ضمان السيادة البرلمانية ومصداقية حكومتها. وعُرف عنه فوق كل ذلك حبه للمصداقية والنزاهة.

## روابط خارجية
- ألكسندر ماكينزي على موقع الموسوعة البريطانية (الإنجليزية)
- ألكسندر ماكينزي على موقع إن إن دي بي (الإنجليزية)